# ピサロ級砲艦
ピサロ級砲艦（ピサロきゅうほうかん、スペイン語: Los cañoneros de la clase Pizarro）は、スペイン海軍が運用していた砲艦の艦級。原型はF-30型、改良型はF-40型とも称される。後にフリゲートに艦種変更されたほか、一部は更に哨戒艦に転用された。

## 概要
本級はエオロ級機雷敷設艦の発展型であり、低速ではあっても重武装で航洋性に優れた護衛艦として建造された。ただし財政上の問題により建造は遅延し、竣工は1947年から1951年にかけてとなった。当初は砲艦（cañoneros）とされていたが、1958年にフリゲート（fragatas）に類別変更された。
また1960年に、7・8番艦は特に近代化改装を受けた。これは1953年の米西防衛協定 (マドリード協定)の締結に伴って1955年より着手された艦隊近代化計画の一環であり、主砲は38口径5インチ単装砲2基に、高角機銃は70口径40mm単装機銃4基に換装され、また対潜兵器としてヘッジホッグ対潜迫撃砲とMk.32用の短魚雷落射機が搭載された。また電子装備も、MLA-1B 対空捜索レーダーやAN/SPS-5 対水上捜索レーダー、QHBスキャニング・ソナーの搭載など強化されていた。これらの艦は40番台のペナント・ナンバーを付与されて区別され、1980年前後まで運用されていた。
| #    | 艦名                                                   | 進水      | 除籍       |
| ---- | ------------------------------------------------------ | --------- | ---------- |
| F 31 | ピサロ Pizarro                                         | 1944年8月 | 1971年     |
| F 32 | エルナン・コルテス Hernán Cortés                       | 1944年8月 | 1971年12月 |
| F 33 | バスコ・ヌーニェス・デ・バルボア Vasco Núñez de Balboa | 1944年8月 | 1972年     |
| F 34 | マルティン・アロンソ・ピンソン Martín Alonso Pinzón    | 1944年8月 | 1968年     |
| F 35 | マガジャネス Magallanes                                | 1944年8月 | 1972年     |
| F 36 | サルミエント・デ・ガンボア Sarmiento de Gamboa         | 1944年8月 | 1973年     |
| F 41 | ビセンテ・ヤーニェス・ピンソン Vicente Yáñez Pinzón    | 1944年8月 | 1982年     |
| F-42 | レガスピ Legazpi                                       | 1944年8月 | 1978年     |